# Nyulasi-patak
A Nyulasi-patak a Visegrádi-hegységben, Pest vármegyében, mintegy 480 méteres tengerszint feletti magasságbaneredő patak. A patak a forrásától kezdve döntően keleti irányban halad, majd Tahitótfalu Tahiújtelep településrészénél éri el a Szentendrei-Dunát.

## Part menti település
- Tahitótfalu